# Козлов, Владимир Анатольевич
Козло́в Влади́мир Анато́льевич (род. 23 декабря 1961, Воронеж, Воронежской области) — советский и российский учёный-механик, доктор физико-математических наук (2005), доцент (1993).

## Биография
Владимир Козлов родился 23 декабря 1961 года в семье работников среднего звена производственной сферы в городе Воронеж, Воронежской области РСФСР.
В 1979 году окончил школу № 26 города Воронежа с золотой медалью. В 1984 году Владимир Козлов с отличием окончил Воронежский государственный университет по специальности «Прикладная математика».
В 1986—1988 гг. обучался в аспирантуре при кафедре теоретической механики Воронежского инженерно-строительного института (в настоящее время Воронежский государственный технический университет), опорный вуз г. Воронежа). В 1989 году защитил диссертацию на соискание учёной степени кандидата физико-математических наук по специальности «Механика деформируемого твёрдого тела» в Саратовском государственном университете имени Н. Г. Чернышевского. В 2004 году защитил диссертацию на соискание учёной степени доктора физико-математических наук по специальности «Механика деформируемого твёрдого тела» в Казанском государственном университете им. В. И. Ульянова-Ленина.
С 1989 года работал в должности преподавателя, ассистента, старшего преподавателя), доцента, профессора кафедры теоретической механики, заведующего кафедрой теоретической и прикладной механики (в настоящее время кафедра строительной механики, объединённая с кафедрой теоретической и прикладной механики) Воронежского государственного технического университета.
Козлов В. А. — почётный работник высшего профессионального образования Российской Федерации (2017).

## Научная деятельность
Научные интересы В. А. Козлова: теория и методы расчёта оболочек сложной геометрии; статика и динамика тонкостенных пространственных конструкций. Предложил вариант теории тонких гладких оболочек, в котором статические и геометрические зависимости получены с позиции взаимодействия погонных сил и моментов в пространственно-искривленном двумерном континууме. При этом основные соотношения теории оболочек обладают значительной общностью и имеют компактный вид. Показал полную статико-геометрическую аналогию в теории тонких оболочек с обоснованием конкретного физического смысла некоторых формально вводимых величин в классических теориях оболочек. Разработал математическую модель конической оболочки, имеющей такие особенности, как подкрепляющго поперечного и продольного силового набора с переменной площадью сечения по размаху, и переменной толщиной собственно оболочки, скошенностью, многосвязностью и некруговым контуром поперечного сечения. Предложил уточнение известного вариационного подхода, позволяющего получить разрешающую систему шести обыкновенных дифференциальных уравнений второго порядка, отвечающих смещениям контура поперечного сечения оболочки как твёрдого тела, и одного дифференциального уравнения в частных производных, отвечающего за депланационные смещения того же контура. С помощью предложенных моделей и методов решены краевые задачи статики и динамики конструктивно ортотропных оболочек неканонических форм.

### Научные труды
Козлов В. А. — автор более 70 научных работ.
- Козлов В. А.  Свободные колебания консольно защемлённых призматических тонкостенных конструкций // Научный вестник Воронежского государственного архитектурно-строительного университета. Строительство и архитектура. — 2013. — № 2. — С. 9—17.
- Булатов С. Н., Козлов В. А.  К расчёту кессона многолонжеронного крыла с учётом переменной жёсткости силовых элементов // Известия высших учебных заведений. Авиационная техника. — 1988. — № 3. — С. 75.
- Булатов С. Н., Козлов В. А.  К расчёту многозамкнутых конструкций переменной жёсткости // Машиноведение. — 1987. — № 2. — С. 68—73.
- Булатов С. Н., Козлов В. А.  Решение некоторых прикладных задач теории конических оболочек сложной геометрии // Проблемы машиностроения и надёжности машин. — 2000. — № 5. — С. 102—108.
- Kozlov V. A.  Free vibrations of console restrained and prismatic thin-slab structures // Scientific Herald of the Voronezh State University of Architecture and Civil Engineering. Construction and Architecture. — 2014. — № 3. — С. 7—19.
- Kozlov V. A.  Stress-strain of elements of bridge structures with a varying thickness of walls along the length // Russian Journal of Building Construction and Architecture. — 2018. — № 1. — С. 67—80.